# Fellini-Róma
A Fellini-Róma (Roma / Fellini Roma) 1972-ben készült színes, olasz–francia film, Federico Fellini önéletrajzi elemekkel átszőtt szubjektív esszéfilmje az Örök Városról. A maga idejében szélsőségesen fogadott alkotás ma már a rendező egyik legtalányosabb és legvarázslatosabb művének számít.[forrás?]

## A cselekmény
|  | Alább a cselekmény részletei következnek! |

A mindenre kapható álomnő a gyermek Fellini fantáziájában

A mozaikos szerkesztésű film Rómát mutatja be Fellini szemüvegén-kameráján keresztül, múltban és jelenben játszódó epizódok segítségével. Az Amarcordot (1973) megelőlegezve idéződnek fel a művész iskolai élményei a diákcsínyekkel egyetemben, valamint a gyermeki fantáziát megmozgató mozielőadás, ahol éppen egy az ókori Rómában játszódó filmet vetítenek. Látjuk az ifjú Fellini megérkezését az Örök Városba, megismerkedését testes szállásadónője népes háza népével, és egy hangulatos utcai vacsorázást, amely szinte már karneváli jelleget ölt. Utána a felnőttebb Fellinit látjuk, amint stábjával szakadó esőben érkezik meg a fővárosba. A múlt emlékei közül felbukkan egy varietéelőadás epizódja, ahol a nézők nem egyszer faragatlanul adnak hangot annak, ha a műsor éppen nem tetszik nekik, de van, aki kisgyerekét is a széksorok mellett pisilteti. A jelenben a forgatócsoport ellátogat a római metró építésére is. A fúrópajzs egy ókori római villa romjait tárja fel a föld alatt, ám a szennyezett városi levegő hatására az évszázadokig érintetlen freskók pillanatok alatt elveszítik ragyogó színeiket. Láthatjuk azt is, milyen volt egy közönséges, és milyen egy elegánsabb római bordély. Ellátogatunk egy különös divatbemutatóra is, ahol kizárólag  egyházi személyek számára tervezett különös, furcsa ruhaköltemények kerülnek bemutatásra a válogatott közönség előtt. Utána visszatérünk az utcára, ahol este is nagy az élet, olykor hírességek is láthatók a szabadba kitett vacsoraasztalok mellett. S éjszaka, amikor a kivilágított város teljesen elcsendesedik, egy motoros banda jelenik meg, amint szinte fenyegető hangzavar kíséretében végigszáguld a csodás műemlékek között…

## Fellini elképzelései
A Fellini-Satyricon befejezése után, 1970-ben Fellini három filmtervvel állt elő, melyeket egyszerre kívánt leforgatni. Az első Alighiero Noschese (1932–1979) nápolyi színművészről szólt volna. A második (Una donna sconosciuta) az 1920-as években játszódó történet lett volna, középpontjában egy gyárossal, aki fokozatosan átváltozik azzá az asszonnyá, aki elhagyta őt. E két filmtervből nem lett semmi, ám megvalósult a harmadik, a Róma. Fellinit saját bevallása szerint egyik álma inspirálta a film elkészítésére, de hatott rá a H. Rider Haggard regényéből készült Ő (1965) című film is. Egyik könyvében azt írta, a Fellini-Róma segítségével azt kívánta a nézőknek bemutatni, hogy a modern Róma alatt ott rejtőzik az ókori Róma. Csábította őt az a lehetőség is, hogy megismételheti sikeres tévéfilmje, a Bohócok (1970) munkamódszerét, vagyis kötetlenül, forgatási szünetekkel, a hagyományos cselekményépítés mellőzésével forgathat. Azzal állt elő Alberto Grimaldi producernek, hogy szabad idejében apránként forgatná le a filmet az Örök Város minden olyan érdekességéről, ami felkelti az érdeklődését. Grimaldi érdeklődését viszont nem keltették fel Fellini ötletei, és nem vállalta a produkció finanszírozását. A Leone Film támogatásával indult meg a forgatás, majd a gyártást átvette az Ultra Film, annak csődje után pedig végül rendkívüli banki kölcsönnel fejeződhetett be a munka. Kompromisszumos megoldásként azonban Fellininek le kellett mondania néhány tervezett jelenet leforgatásáról.

Az ifjú Fellini az utcai vacsora jelenetében (Peter Gonzales)

Fellini állandó munkatársával, Bernardino Zapponival írta a forgatókönyvet. Hol valamelyikük lakásán, hol a Hotel Plazában, hol Ostiában dolgoztak. Bőséges élményanyagot gyűjtöttek: voltak a készülő metró építkezésén, hajókáztak a Tiberisen, történészekkel és Róma városának szakértőivel folytattak megbeszéléseket, áttanulmányozták a levéltárak anyagát, de még a temetőbe is ellátogattak inspirációért. A munka során az összegyűjtött ötletek végül zömmel a múlt és a jelen témája köré csoportosultak. Kialakult egy laza narratív cselekményszál is, az ifjú Fellini megérkezése Rómába, ismerkedése a várossal. (A jelenben játszódó jelenetekben az igazi Fellini is megjelenik!)
1970. november 2-án (halottak napja) indult a forgatás, a veranói temetőt madártávlatból mutató képsorral, mely végül kimaradt a filmből. 1971 márciusában kezdődött a tulajdonképpeni munka, az elsők között vették fel az egyházi divatbemutató fantáziadús, morbid jelenetét. Azt a jelenetet, amelyben a filmbeli stáb szakadó esőben érkezik Rómába, valójában a Cinecittà műtermeiben rögzítették. Ehhez Fellini mintegy fél kilométer hosszan felépíttette a római körgyűrű egy részét. Az élethű díszlethez többek között 40 kandelábert, 50 útjelző táblát és 15 óriásplakátot használtak fel, magát az autópályát négy sávban építették meg a hozzájuk tartozó szegélykorláttal, de nem felejtkeztek el az út mentén található két vendéglőről sem. 1972 februárjában nyerte el a film a végső formáját, a fentebb már említett finanszírozási problémák miatti kompromisszumokkal.

## Érdekességek

A freskók az ókori villa maradványaiban

- Fellini az előkészületi munka során egy érdekes történetet hallott. Az Igazságügyi Palota pincéiből egykoron állítólag úgy akarták kiirtani a patkányokat, hogy több száz macskát szabadítottak rájuk. A veszedelmes rágcsálók azonban felfalták a macskákat, és végül az illetékesek az Állatkertből hozattak párducokat, hogy végezzenek a velük. Fellininek tetszett az anekdota, de nem tudta belevenni a filmbe, mert az épületet időközben életveszélyesnek nyilvánították, és nem kapott oda szóló forgatási engedélyt.
- Az anyagi problémák miatt Fellini kénytelen volt lemondani néhány jelenetről: a Roma–Lazio focimérkőzésről, az éjszakai villamosjáratról, egy varieté stílusú monológról a finálé előtt és egy temetői jelenetről.
- A film egyik híres jelenetében metróépítés közben egy ókori római villa romjaira bukkannak. A beáramló XX. századi levegő hatására a freskók gyorsan kifakulnek. A valódi metróépítkezés során tényleg találtak ókori romokat, ám azok nem maradtak fenn olyan jó állapotban, mint a filmben láthatók. Az igazi építkezés mindaddig leállt, amíg a régészek megpróbálták megmenteni a felbecsülhetetlen értékű leletet.
- Fellini úgy érezte, a film elképzelhetetlen Anna Magnani (1909–1973) nélkül, akinek emblematikus alakítása volt Mamma Róma alakja Pier Paolo Pasolini azonos című filmjében. Az akkor már súlyos beteg színésznő kicsit vonakodott, végül beadta a derekát, és egy rövid jelenet erejéig látható, amint nevetve becsapja háza kapuját a kíváncsiskodó Fellini orra előtt. Ez volt egyébként Magnani utolsó filmszereplése.
- A film egyik jelenetében felbukkan a rendező két régi barátja, Alberto Sordi és Marcello Mastroianni is. Az epizódot azonban kihagyták a nemzetközi változatból, mivel egyes kritikusok szerint túlságosan reklámízű volt, Az édes élet (1960) szemtelen Paparazzójára emlékeztető betét.
- A varieté-jelenetben látható fellépők egyike Fred Astaire-t utánozza, aki legendás partnernőjével, Ginger Rogersszel Fellini nagy kedvencei voltak, és részben az irántuk való tiszteletből forgatta le később a Ginger és Fred (1986) című filmjét. Rogers azonban félreértette Fellini szándékait, és beperelte őt.
- A filmet 1972. május 14-én, versenyen kívül mutatták be a cannes-i filmfesztiválon. A feministák tiltakoztak a film plakátja ellen, amely egy négykézláb álló nőt ábrázolt, akinek anyafarkas módjára lógnak a mellei. A feministák néhány évvel később egyébként sokkal dühösebb támadást intéztek Fellini és akkoriban aktuális új filmje, A nők városa (1980) ellen.

## Magyar kritikai visszhang
„Hajnal van, Róma üres utcái, körútjai, műemlékei, világhírű képeslapdíszletei verődnek szemünkbe, szinte ütemes dobolásban. Csak egyetlen ötlet járul hozzá, hogy mindez túlfusson szimpla, köznapi jelentésszintjén: egy afféle »halálfejesek«-re emlékeztető, bőrmellényes motoros banda száguldja be ezeket a puszta, elhagyott tereket. És ahogy a motorok bőgnek, ahogy elviselhetetlen lármájuk agresszivitása eltölt – az agresszivitás ideája, szinte elvont fogalmisága öltözik előttünk szemléletes képbe, hangos, mozgó képbe. És újból és megint: a fülsiketítő hangostrom, a vad tempójú mozgásélmény, éppen a világ legmúzeumibb városának ártatlan szépségei, örökbecsű műkincsei között, azokkal együvé kényszerített szimbiózisban: az egész film témájának összefoglalása lesz. Vers, egyetlen jelképbe szorított közlendő kultúránk őrületéről, létezésünk végletességeinek, távoli végpontjainak páratlanul eredeti összerándítása révén.”

(Bíró Yvette: A „nyers” és a „főtt”. In: Filmkultúra 65/73 – Válogatás, Budapest, 1991, Századvég Kiadó, 205. oldal)

Jelenet a varieté revüjéből

„Kiváló a háborús Rómát bemutató külvárosi mulatóképsor. A tengerészrevü, a három pettyes ruhás élemedett korú hölgy, amint örökzöld slágereket dalol fáradhatatlanul; a légiriadó, a közönség, a sebesült katonák, az egész talmi csillogás. Hihetetlen, hogy micsoda atmoszférateremtő erővel, milyen hitellel képes Fellini egy általa is átélt, letűnt korszakot bemutatni. […] Tagadhatatlan viszont, hogy Fellini a mai Rómával már nem tud mit kezdeni. Arról, ami Fellini számára Rómában mai, véleményét elmondotta Az édes életben; de az idő már elsuhant az ötvenes évek Rómája felett, s ami azóta történt, az Fellini számára idegen és érdektelen. […] Az pedig, hogy Anna Magnanira, meg néhány más hírességre egy pillanatra rávillantja a felvevőgépet, egyenesen kínos: mintha Az édes élet Paparazzójának bőrébe bújt volna, aki azzal akarja fontossá tenni a filmjét, hogy egy Magnanit, egy Mastroiannit kapott lencsevégre…”

(Nemeskürty István: Fellini – Szemtől szemben. Budapest, 1974, Gondolat Kiadó, 168–169. oldal)

## Szereplők
| - Peter Gonzales Falcon (a 18 éves Fellini) (Peter Gonzales néven szerepel a stáblistán) - Fiona Florence (a fiatal prostituált) - Britta Barnes - Pia De Doses (Domitilla hercegnő) - Marne Maitland (a metróépítkezés föld alatti idegenvezetője) - Renato Giovannoli (Ottaviani bíboros) - Elisa Mainardi (a gyógyszerész felesége / mozinéző) - Raout Paule - Galliano Sbarra (konferanszié a varietében) - Paola Natale - Ginette Marcelle Bron (Bron Marcelle Ginette néven szerepel a stáblistán) - Mario Del Vago - Alfredo Adami - Stefano Mayore (a gyermek Fellini) Akiknek a nevük nem szerepel a stáblistán - Sbarra Adami - Ennio Antonelli - Bireno - Feodor Chaliapin Jr. (önmaga) - Gianluigi Chirizzi (Filippetto, egy arisztokrata) - Dennis Christopher (hippi) - Dante Cleri (mozinéző) | - Nancy Cohen (amerikai tinédzser) - Angela De Leo - Maria De Sisti (szállásadónő) - Federico Fellini (önmaga) - Libero Frissi - Norma Giacchero (riporter) - Gudrun Mardou Khiess - John Francis Lane (önmaga) - Anna Magnani (önmaga) - Franco Magnó (az Elnök) - Loredana Martínez (Loredana) - Marcello Mastroianni (önmaga) - Elliott Murphy (statiszta) - Anna Maria Pescatori (Roma) - Cassandra Peterson - Mimmo Poli (éttermi vendég) - Sandro Quasimodo (a hercegnő vendége) - Giovanni Serboli - Alberto Sordi (önmaga) - Nino Terzo (éttermi pincér) - Gore Vidal (önmaga) - Alvaro Vitali (varietétáncos, aki Fred Astaire-t utánozza) - Renato Zero (statiszta) |

## Díjak és jelölések
Cannes-i filmfesztivál (1972)
- díj: Technikai nagydíj

Ezüst Szalag díj (1973)
- díj: Danilo Donati (legjobb díszlet)

Francia filmkritikusok díja (1973)
- díj: Federico Fellini (legjobb külföldi film)

Golden Globe-díj (1973)
- jelölés: Legjobb idegen nyelvű film